# David Metzger
David (Dave) Metzger (Corvallis (Oregon), 12 december 1960) is een Amerikaans componist, dirigent, arrangeur en orkestrator van met name filmmuziek van Disney-animatiefilms.

## Levensloop
Metzger groeide op in Corvallis, Oregon. Hij behaalde zijn Bachelor of Music-diploma aan de California State University, Long Beach. Hij is ook afgestudeerd aan de Universiteit van Californië - Los Angeles (UCLA). Hij begon met componeren voor koor en jazzband op de middelbare school.
Hij was de arrangeur voor jazztrompettist Maynard Ferguson eind jaren 80. Van 1992 tot 1997 was hij de arrangeur voor The Tonight Show met Jay Leno.
Metzger ontving in 1998 een Tony en Drama Desk-nominatie voor zijn orkestratie van de Broadway-musical The Lion King. Hij heeft ook de Broadway-musical Frozen georkestreerd en de musical August Rush.
Hij werkte al lange tijd samen met filmcomponist Mark Mancina. Ook heeft hij samengewerkt met andere bekende Hollywood- en Broadway-componisten, waaronder Robert Lopez, Kristen Anderson-Lopez, Julia Michaels, Alan Menken, John Powell, Alan Silvestri en Christophe Beck.
Metzger werd in 2021 genomineerd voor een Grammy Award voor zijn werk als producer voor Frozen II. In 2024 nam Metzger het stokje over van filmcomponist Hans Zimmer met de The Lion King-prequel film: Mufasa: The Lion King.

## Filmografie
| Jaar | Titel                 | Opmerkingen                         |
| ---- | --------------------- | ----------------------------------- |
| 2002 | Tarzan & Jane         | met Patrick Griffin en Don Harper   |
| 2005 | Tarzan II             | met Phil Collins en Mark Mancina    |
| 2006 | Brother Bear 2        | met Matthew Gerrard en Robbie Nevil |
| 2023 | Wish                  |                                     |
| 2024 | Mufasa: The Lion King |                                     |

## Overige producties

### Computerspellen
| Jaar | Titel               | Opmerkingen                    |
| ---- | ------------------- | ------------------------------ |
| 1999 | You Don't Know Jack | met Kevin Quinn en Todd Scales |

### Televisieseries
| Jaar      | Titel                         | Opmerkingen                         |
| --------- | ----------------------------- | ----------------------------------- |
| 1992-1997 | The Tonight Show met Jay Leno |                                     |
| 1998-2000 | The Magnificent Seven         | met Don Harper en John Van Tongeren |
| 2001-2002 | The Legend of Tarzan          | met Don Harper en John Van Tongeren |

### Korte films
| Jaar | Titel              | Opmerkingen |
| ---- | ------------------ | ----------- |
| 2023 | Once Upon a Studio |             |

### Additionele muziek
Als aanvullende componist.

#### Films
| Jaar | Titel                 | Opmerkingen       |
| ---- | --------------------- | ----------------- |
| 2001 | Training Day          | voor Mark Mancina |
| 2001 | Domestic Disturbance  | voor Mark Mancina |
| 2003 | The Haunted Mansion   | voor Mark Mancina |
| 2008 | Camille               | voor Mark Mancina |
| 2009 | Hurricane Season      | voor Mark Mancina |
| 2013 | Penthouse North       | voor Mark Mancina |
| 2013 | Planes                | voor Mark Mancina |
| 2014 | Planes: Fire & Rescue | voor Mark Mancina |
| 2016 | Vaiana                | voor Mark Mancina |

#### Computerspellen
| Jaar | Titel                          | Opmerkingen                     |
| ---- | ------------------------------ | ------------------------------- |
| 2009 | Call of Duty: Modern Warfare 2 | voor Hans Zimmer en Lorne Balfe |

## Prijzen en nominaties

### Grammy Awards
| Jaar | Titel     | Categorie                                                     | Uitslag     |
| ---- | --------- | ------------------------------------------------------------- | ----------- |
| 2021 | Frozen II | Beste compilatiesoundtrack voor visuele media (als producent) | Genomineerd |